# Engystomops pustulosus
Espèce
Synonymes
- Paludicola pustulosa Cope, 1864
- Bufo stentor Jiménez de la Espada, 1872
- Eupemphix trinitatis Boulenger, 1889
- Bufo atrigularis Werner, 1899
- Eupemphix ruthveni Netting, 1930
- Physalaemus pustulosus (Cope, 1864)

Statut de conservation UICN

 LC  : Préoccupation mineure
Engystomops pustulosus est une espèce d'amphibiens de la famille des Leptodactylidae.

## Distribution
Cette espèce se rencontre :

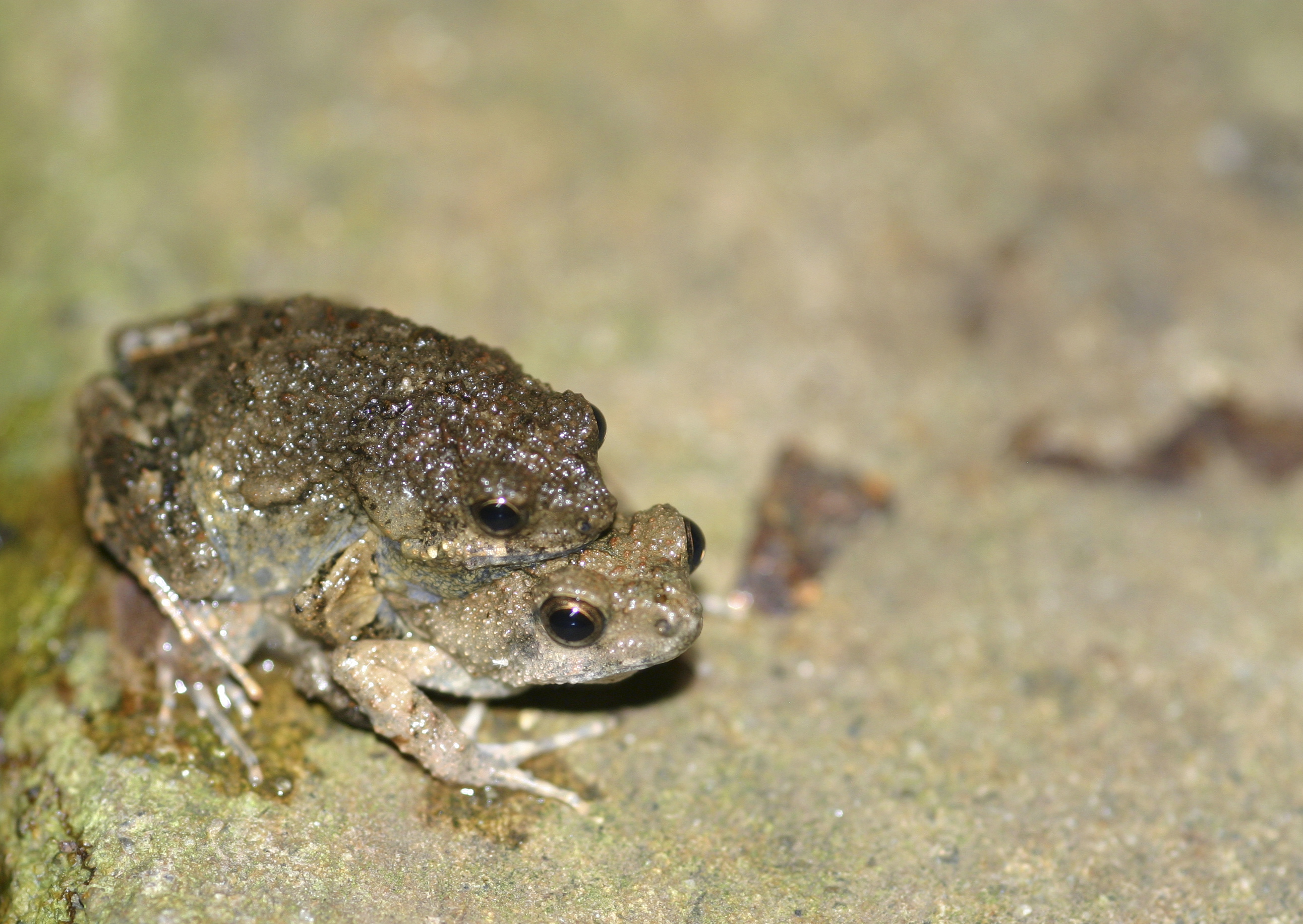
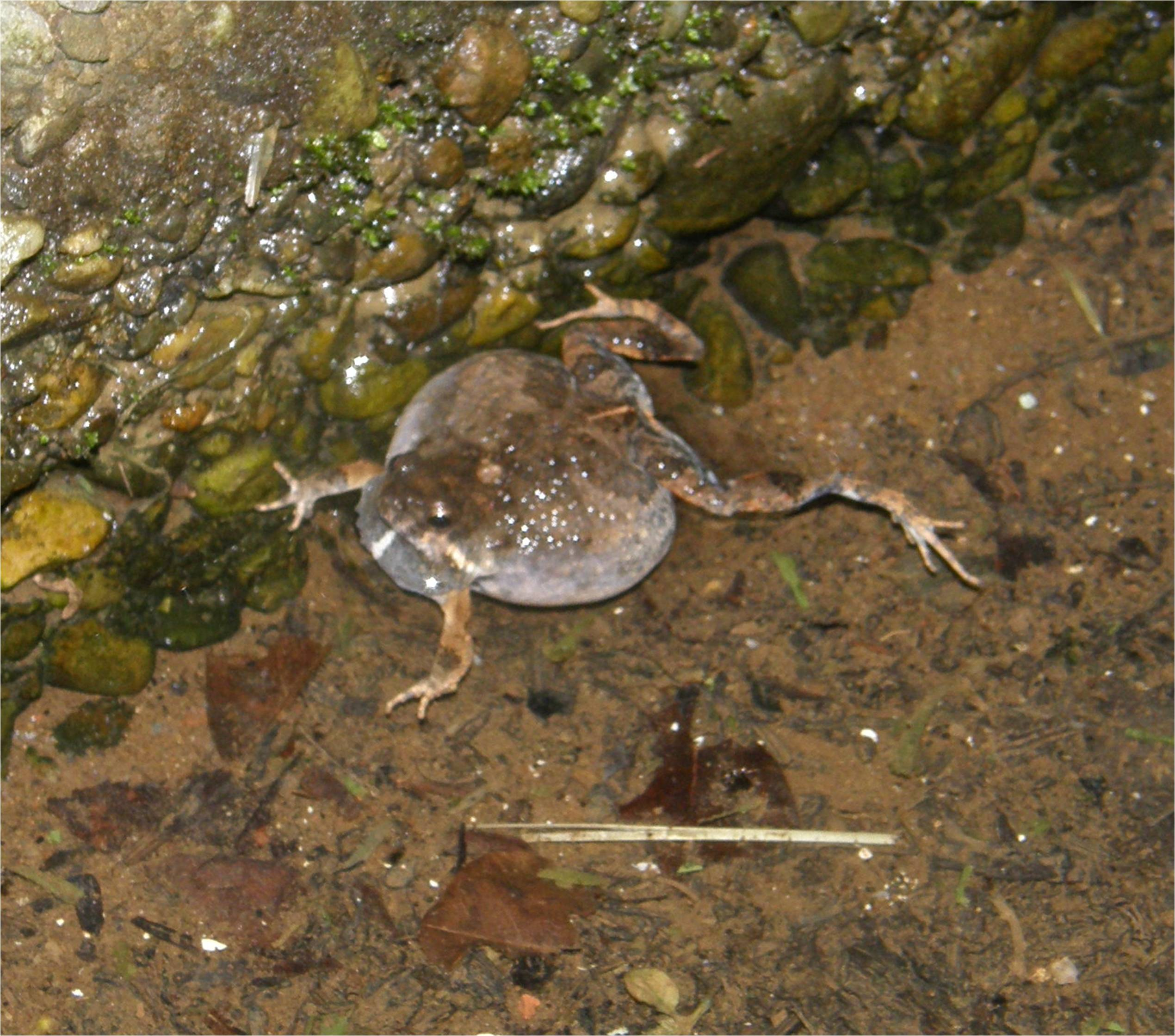
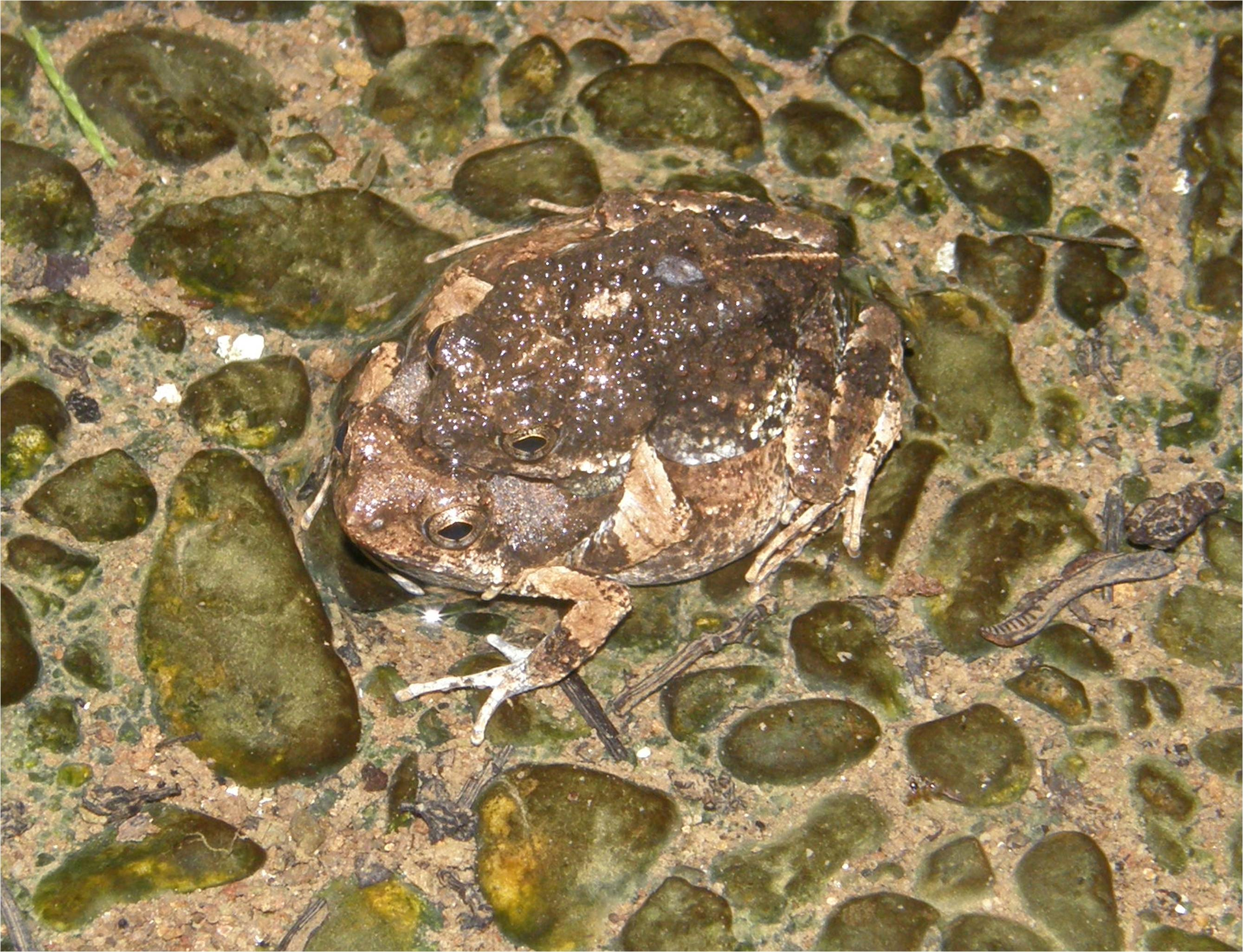
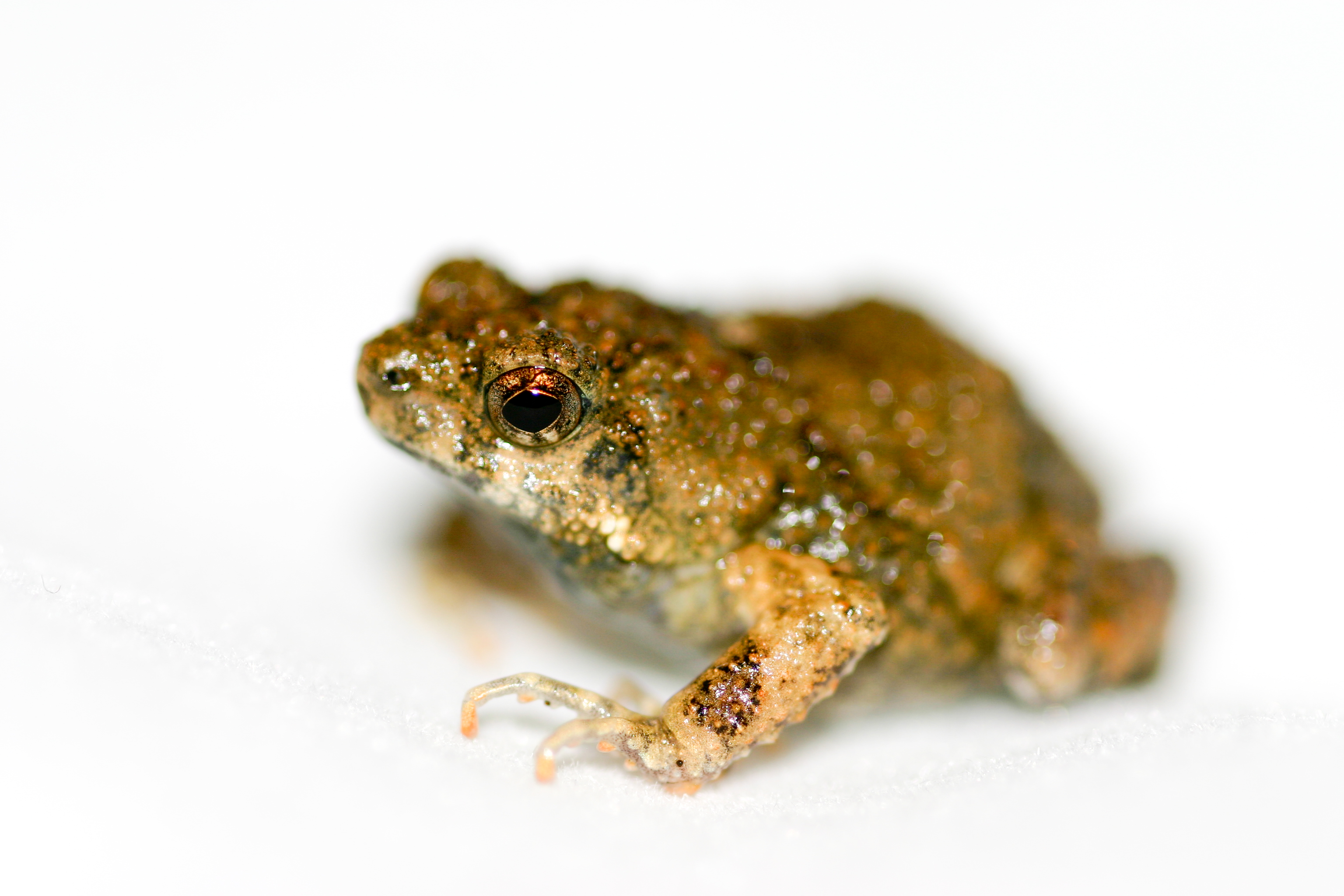

- au Mexique à l'Est du Veracruz et de l'Oaxaca ;
- au Belize ;
- au Guatemala ;
- au Salvador ;
- au Honduras ;
- au Nicaragua ;
- au Costa Rica ;
- au Panamá ;
- en Colombie ;
- au Venezuela ;
- à Trinité-et-Tobago ;
- au Guyana.

## Publication originale
- Cope, 1864 : Contributions to the herpetology of tropical America. Proceedings of the Academy of Natural Sciences of Philadelphia, vol. 16, p. 166-181 (texte intégral).